# Opius dreisbachi
Opius dreisbachi är en stekelart som beskrevs av Fischer 1964. Opius dreisbachi ingår i släktet Opius och familjen bracksteklar. Inga underarter finns listade i Catalogue of Life.